# Columbia Valley AVA
Columbia Valley est une région viticole américaine (American Viticultural Area, ou AVA) reconnue par l'Alcohol and Tobacco Tax and Trade Bureau dans les États américains de l'Oregon et de Washington, sur le plateau du Columbia.
Il s'agit des zones irriguées notamment dans le cadre du Columbia Basin Project.